# Jüdisches Leben in Düsseldorf

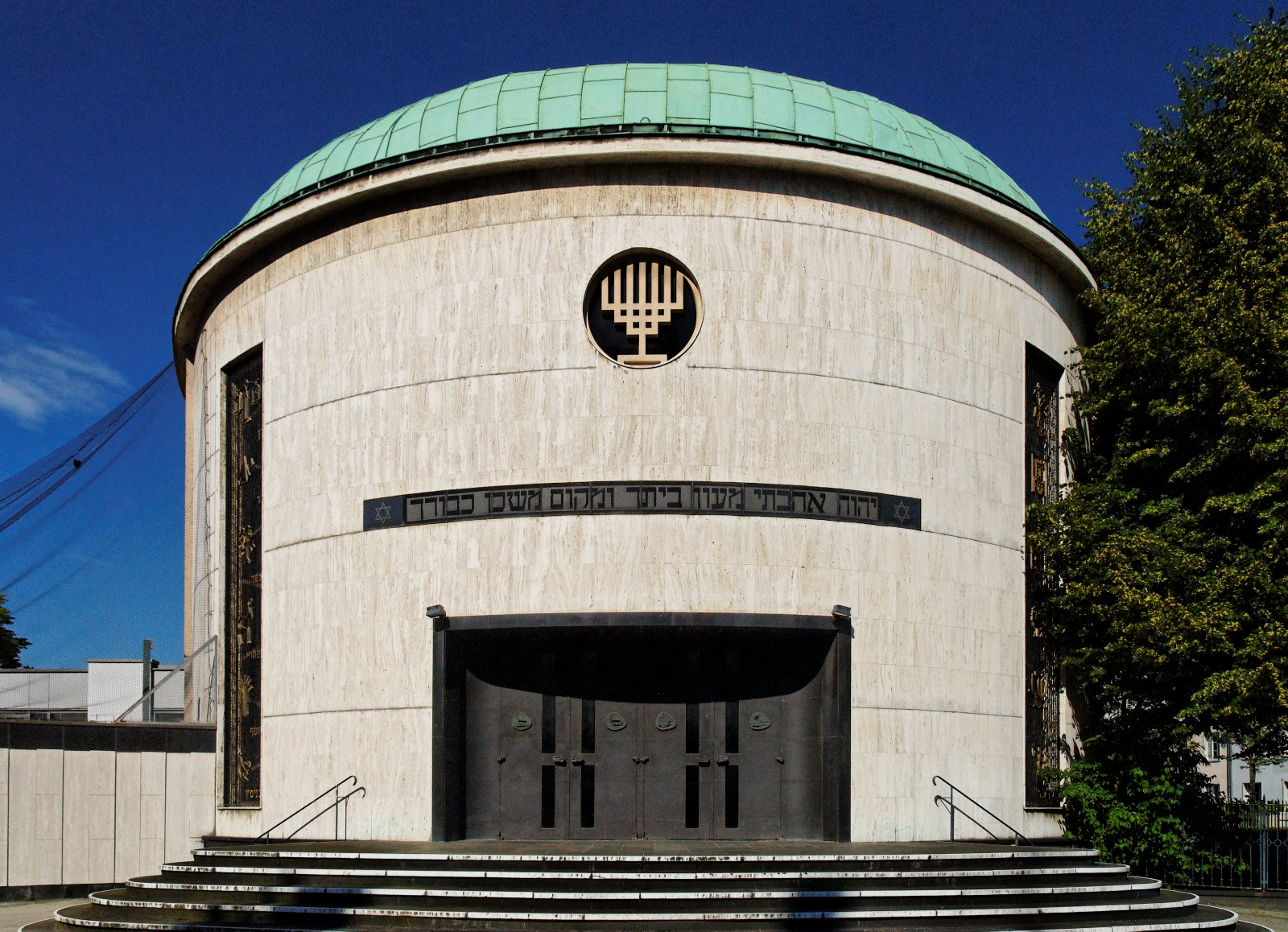
Neue Düsseldorfer Synagoge, Ecke Zietenstraße/Mauerstraße (Paul-Spiegel-Platz)

Die Geschichte der Düsseldorfer Juden reicht in ihren Anfängen bis in das späte Mittelalter zurück. Doch erst seit dem ausgehenden 17. Jahrhundert war eine dauerhafte Ansiedlung von Juden möglich. Die Gemeinde wuchs während der Industrialisierung stark an, blieb jedoch eine Mittelgemeinde, die einen Anteil von rund ein Prozent der Gesamtbevölkerung kaum überstieg. Bekanntester Rabbiner in Düsseldorf war Leo Baeck (1907–1912). Die Gemeinde wurde in der Zeit des Nationalsozialismus zerstört, ein Großteil der Düsseldorfer Juden musste emigrieren oder wurde ermordet. Mit ca. 6500 Personen ist die Jüdische Gemeinde Düsseldorf heute die größte Gemeinde in Nordrhein-Westfalen sowie nach der Jüdischen Gemeinde zu Berlin und der Israelitischen Kultusgemeinde München und Oberbayern die drittgrößte Gemeinde in Deutschland. Sie gehört dem Landesverband der Jüdischen Gemeinden von Nordrhein an. Da die Düsseldorfer Juden überwiegend aus Ost- und Westeuropa stammen, bezeichnen sie sich zumeist als Aschkenasim.
Die Beiträge jüdischer Düsseldorfer zur Kulturgeschichte waren bedeutend. Heinrich Heine, Düsseldorfs bedeutendster Schriftsteller, Felix Mendelssohn Bartholdy, ein berühmter Musiker Düsseldorfs, Wilhelm von Schadow und Eduard Bendemann, bekannte Vertreter der Düsseldorfer Malerschule, waren jüdischer Herkunft.

## Mittelalter (1298–1500)
Die Ursprünge jüdischer Geschichte in Düsseldorf liegen überwiegend im Dunkeln. Im Jahr 1298 soll Graf Wilhelm I. von Berg einige Judengemeinden in seiner Grafschaft gegen die Angriffe marodierender Aufständischer, einer „Mordbande“, verteidigt haben. Jedoch ist für diese Zeit noch nicht von einer dauerhaften Ansiedlung jüdischer Gemeinden auszugehen. Die Verfolgungswellen während der großen Pest (Schwarzer Tod 1349) verursachten zahlreiche Todesopfer und zerstörten rund 80 Gemeinden im Rheinland. Ob auch in Düsseldorf Juden verfolgt wurden, ist nicht mit Sicherheit zu sagen. Zu einigen erneuten Ansiedlungen kam es wohl erst wieder ab den späten 1350er Jahren, wie dann in Siegburg (1359), Mülheim am Rhein (1363), Blankenberg (1365) und wahrscheinlich auch Düsseldorf (1382). Auch einige beiläufige Erwähnungen von vermutlich durchreisenden Juden in der Stadt Düsseldorf seit dem späten 14. Jahrhundert bieten weder genaue Einblicke in die Anfangszeit einer jüdischen Gemeinde noch Informationen über mögliche Kontinuitäten jüdischer Siedlungen im näheren Umfeld Düsseldorfs.
In den Jahren 1418 und 1446 wurde zumindest ein Judenfriedhof erwähnt. 1438 erhielt die Stadt eine „Zusicherung“ von Herzog Gerhard von Jülich-Berg, dass in den nächsten zwölf Jahren keine Juden in Düsseldorf geduldet werden sollten.

## Frühe Neuzeit (1500–1808)

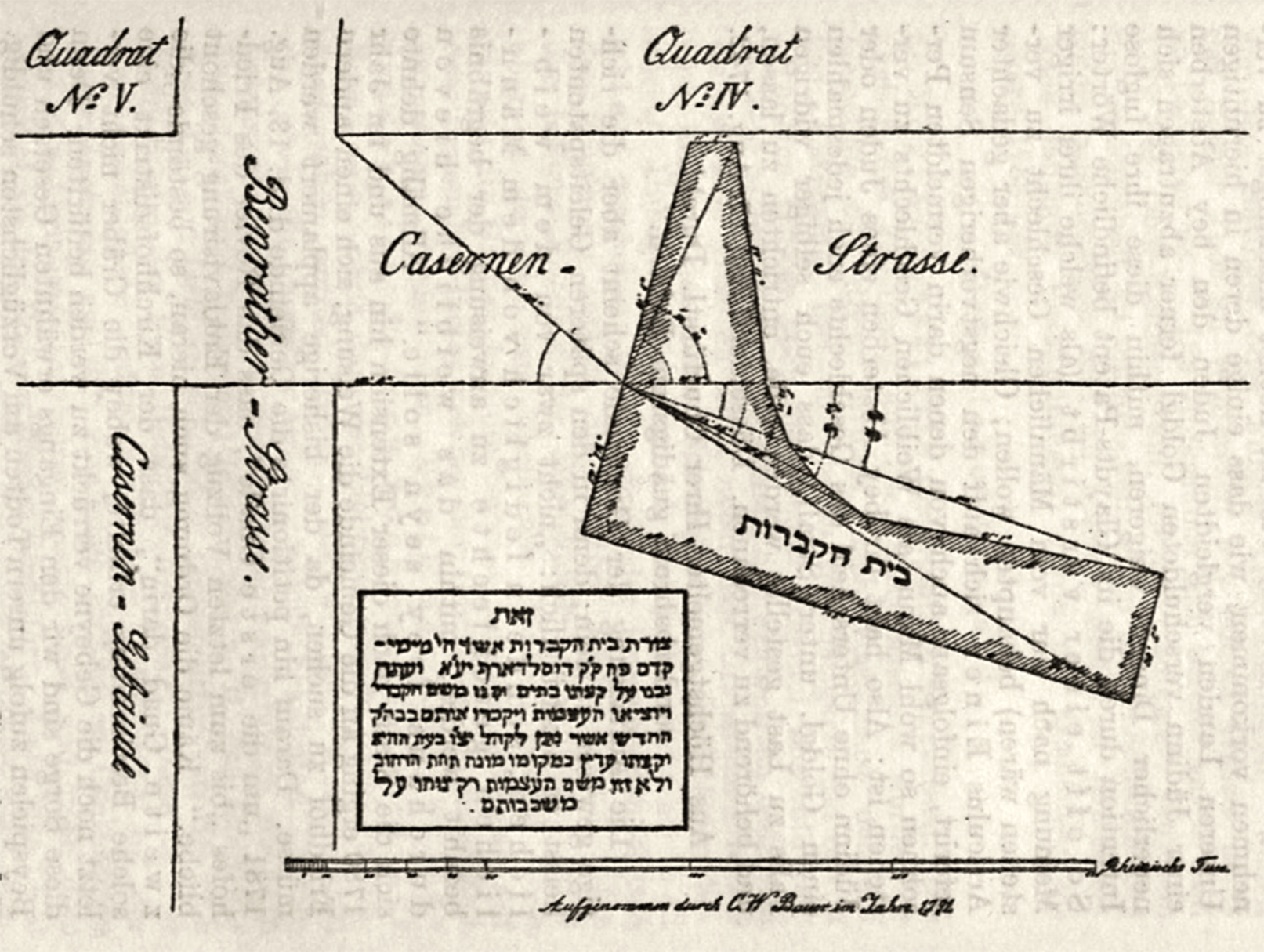
Situationsplan Friedhof an der Kasernenstraße, C. W. Bauer (1792): Lage der Alten Synagoge im Quadrat Nr. IV, Ostseite in hiesiger Carlstadt; Lage des jüdischen Friedhofs in Höhe der heutigen Kasernenstraße Nr. 14

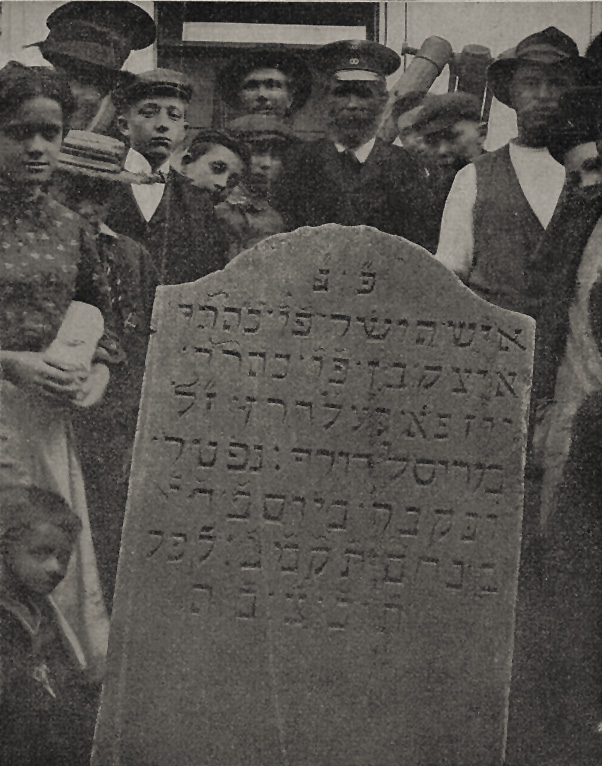
Fund des Leichensteins in 1907 aus dem Jahre 1782 von Isaak van Geldern, Foto Julius Söhn

In der Frühen Neuzeit mussten die Düsseldorfer Juden – wie überall in Jülich und Berg – einen so genannten Schutzbrief vorweisen, um sesshaft werden zu können. Die Abgaben der Schutzjuden wurden über die Landjudenschaft eingeholt und an die landesherrliche Kasse entrichtet.
Die meisten der erstmaligen urkundlichen Beweise kommunaler oder landesherrlicher Provenienz, die jüdische Familien in den bergischen, Düsseldorf benachbarten Städten belegen, fallen überwiegend in die Zeit nach 1500, wie beispielsweise für Mülheim an der Ruhr (1508), Solingen (1568), Ratingen (1592), (Düsseldorf-)Kaiserswerth (1611) oder für die Herrschaft Hardenberg (1678), ein großer Teil dann aber erst ins späte 17. und frühe 18. Jahrhundert.
Zwar wurden auch in Berg immer wieder Verordnungen erlassen, welche die Vertreibung und Ausweisung aus einzelnen Städten oder dem gesamten Land forderten, doch waren zwischen der teils diskriminierenden Judenpolitik der Landesherren im 16. Jahrhundert in den vereinigten Ländern Kleve, Jülich, Berg und Mark und den Judengesetzgebungen der benachbarten Territorien kaum wesentliche Unterschiede auszumachen. Vertreibungsansätze gab es in den Jahren 1438, 1459/1461 und 1476.
Der Düsseldorfer Herzog Johann III. gab am 3. Oktober 1514 die Anordnung, dass die Juden auf ihrer Kleidung an der Brust „einen gelen rink“, also einen gelben oder güldenen Ring, zu tragen hätten, „daran man sie vur joeden erkennen mochte.“ Die 1554 erlassene Polizeiverordnung seines Sohnes und Nachfolgers, Herzog Wilhelms V., forderte hingegen die Ausweisung der Juden: „Es sollen in Unsern Fürstenthumen und Landen, wie gleichfalls bei den Unter-Herrlichkeiten, oder denen Orten, so in Gemeinschaft mit Uns sitzen, auch bei Unsern Lehn- und Schirms-Verwandten keine Juden, so nicht nach Christlicher Ordnung getauft, gestattet, aufgehalten, oder vergleitet werden bei Vermeidung einer Straf und Peen.“
Auch die späteren Erneuerungen dieser Polizeiverordnung (1558, 1563 und 1581) verboten jüdische Niederlassungen in Berg und Düsseldorf. 
In der Mitte des 17. Jahrhunderts erlaubte der Landesherr Wolfgang Wilhelm von Pfalz-Neuburg Juden zunächst einen auf zwölf Jahre befristeten Aufenthalt in Düsseldorf. Trotz des Widerstands örtlicher Gilden verlängerte seine Regierung das Aufenthaltsrecht der Juden gegen die Zahlung eines „Judentributs“, einer Steuer, mit der die Armee und andere Ausgaben finanziert wurden. Seit dieser Zeit lebte eine kleine Zahl von „Schutzjuden“ in Düsseldorf, die im Laufe der Zeit anstieg, von 81 im Jahr 1677 auf 217 im Jahr 1763 und auf 149 im Jahr 1804.
Um 1680 hatte sich in Düsseldorf eine Landjudenschaft für die vereinigten Herzogtümer Jülich und Berg gebildet. Bis 1704 war zunächst der kurkölnische Landesrabbiner in Bonn oder Deutz für die Herzogtümer Jülich und Berg zuständig, bis schließlich 1706 mit Samson Levi Fröhlich wieder ein eigener Rabbiner gewählt werden konnte, der seinen Sitz in Düsseldorf nahm.
Die Amtszeiten der Düsseldorfer Rabbiner im 18. Jahrhundert betrugen:
- Samson Levi Fröhlich (1706–50),
- Mordechai Halberstadt (1751–69),
- Jacob Brandeis (1769–74),
- Löb (Yehuda) Aron Scheuer (1779–1821).

Die jüdische Gemeinde Düsseldorfs umfasste zwei (1663), später 16 (1738) und in der zweiten Hälfte des 18. Jahrhunderts 26 jüdischen Familien.
1712 errichteten die Düsseldorfer Juden ihren ersten Betsaal mit Klause im mehrflügeligen Wohnhaus des Hoffaktors Juspa van Geldern an der Neusser Straße, dem heutigen Hubertus-Stift. 1771 ist Philipp Horn als Bürgermeister der jüdischen Gemeinde („Sindic de la Communauté des Juifs“) verbürgt, als er in dieser Eigenschaft durch ein Buchgeschenk zum Aufbau der „öffentlichen Bibliotheque“ Düsseldorfs beitrug.
Am 21. Juni 1779 stellte Kurfürst Karl Theodor die letzte Konzession für die Juden aus, die auf 16 Jahre angelegt war. Darin wurde festgelegt, dass maximal 215 jüdische Familien in Jülich und Berg wohnen durften. Hinzu kam eine unbekannte Anzahl „Betteljuden“, die noch 1785 „mit Prügel“ abgewiesen werden sollten. Ein überwiegender Teil der Judenschaft war mittellos. Zur winzigen Oberschicht im 18. Jahrhundert zählte lediglich die Familie van Geldern.
1792 wurde die erste Alte Synagoge mit Wohnhaus für den Rabbiner an der Kasernenstraße nach Plänen des Architekten Peter Joseph Krahe (1758–1840) errichtet. Die Grundstücke Kasernenstraße Nr. 17 und 19 gehörten der jüdischen Gemeinde. Nördlich der Kreuzung Benrather Straße/Kasernenstraße im aktuellen östlichen Häuserbereich um Grundstück Kasernenstraße 14 lag bis Ende des 18. Jahrhunderts der älteste stadtnahe jüdische Friedhof (Belegungszeit vor 1705 bis 1884). Ein weiterer jüdischer Friedhof entstand am „Gräulichen Bongard“, heute Bongardstraße, an der nördlichen Düssel in Pempelfort (Belegungszeit 1788 bis 1877). Hierhin wurden die Gräber der Kasernenstraße umgebettet, nachdem 1780 die jüdische Gemeinde aufgefordert war den Friedhof in Stadtmitte aufzuheben.
1907 fand man beim Legen einer Gasleitung vor dem Hause der Neuesten Nachrichten einen Leichenstein. Dieser war in 1782 für Isaak van Geldern, einem Sohn des Joseph Jacob van Geldern und Großonkel Harry Heines mütterlicherseits, gesetzt worden. Vermutlich am 13. Dezember 1797 wurde Harry Heine als erster Sohn von Samson Heine und Betty (Peira) van Geldern in Düsseldorf geboren. Harry, der sich später Heinrich Heine nannte, erlebte die Errichtung des Großherzogtums Berg, eines Satellitenstaates des Ersten Kaiserreichs Frankreichs. Am 22. Juli 1808 kündigte die Regierung des Großherzogtums Berg das Geleitsystem der Schutzbriefe zur großen Freude der Jüdischen Gemeinde auf. Seit dieser Zeit gab es auch eine jüdische Schule in Düsseldorf.

## 19. und frühes 20. Jahrhundert (1808–1933)

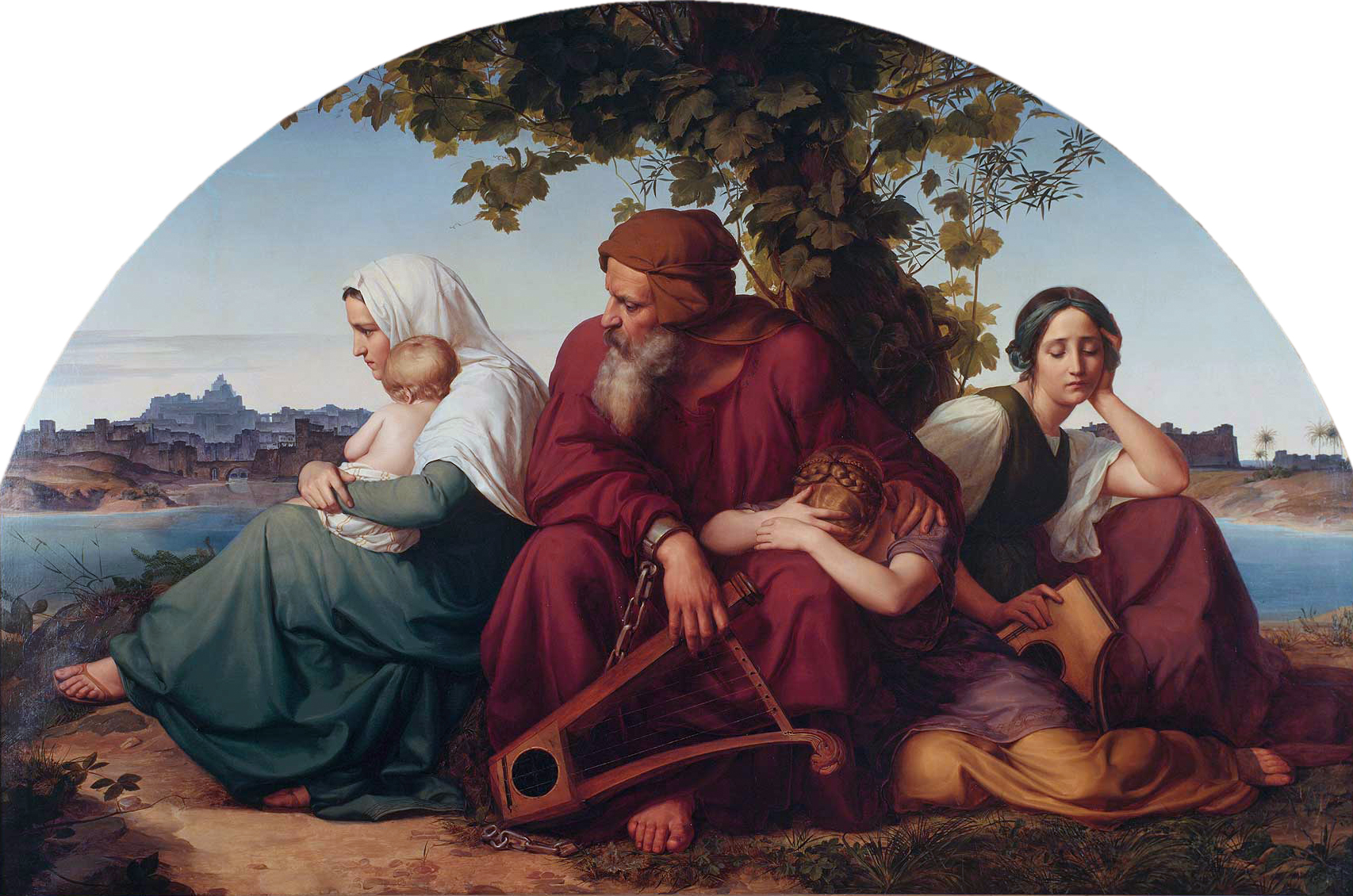
Die trauernden Juden im Exil, Gemälde des aus jüdischer Familie stammenden Malers Eduard Bendemann, der sich mit dem um 1832 entstandenen Gemälde im nazarenischen Stil der Düsseldorfer Malerschule auf den Psalm 137 bezieht

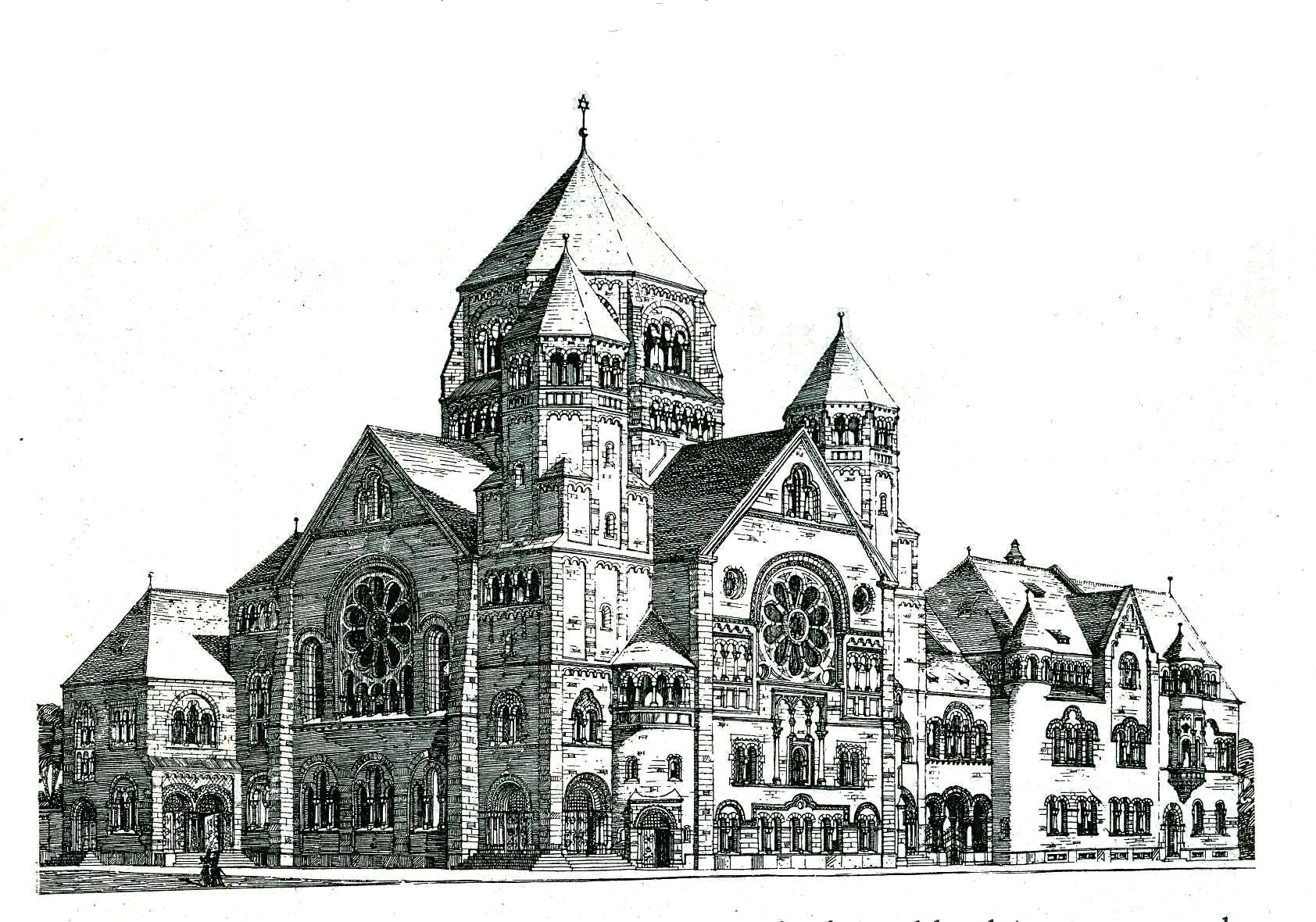
Große Synagoge an der Kasernenstraße, Architekt: Josef Kleesattel, 1903

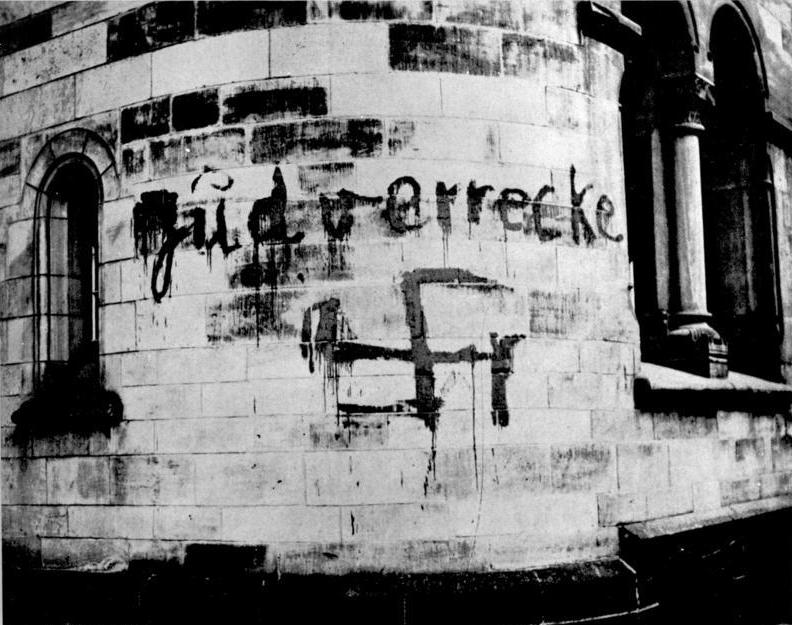
Graffiti an der Großen Synagoge nach der Schändung am Verfassungstag 1929 (11. August)

Das sog. „Décret infame“ (wörtlich: das schändliche Dekret) vom 17. März 1808, mit dem das napoleonische Frankreich in einem Rückschritt gegenüber früheren emanzipierenden Gesetzen diskriminierende Vorschriften für Juden wieder einführte, fand im Großherzogtum Berg und somit in Düsseldorf keine Geltung. Am 1. Januar 1810 trat ein dem Code civil entsprechendes Gesetz im Großherzogtum Berg in Kraft, wonach auch Juden vor Gericht und Verwaltung prinzipiell gleichgestellt waren (Judenemanzipation). Als das Rheinland durch den Wiener Kongress 1815 Preußen zugeteilt wurde, wurden die großherzoglich bergischen Reformansätze zunächst beibehalten. 1845 verpflichtete man die Juden, wie andere Bürger im Königreich Preußen, erbliche und verbindliche Familiennamen anzunehmen.
1811 lebten in Düsseldorf 228 Juden, 1823: 335, 1827: 427 und 1849: 600. Im Regierungsbezirk Düsseldorf lebten 1816 insgesamt 3115 Juden, 1842 waren es 6751 Juden.
Seit etwa 1760 gab es in Düsseldorf eine Chewra Kadischa, eine fromme Beerdigungsbruderschaft. 1877 beanspruchte die Stadt für den Ausbau der Prinz-Georg-Straße das Gelände des Friedhofs an der Bongardstraße. So wurde die Gemeinde zur Aufgabe ihres Friedhofs gezwungen und die Toten wurden auf dem „Alten Friedhof“ Ulmenstrasse 187, zwischen Möhlau- und Esperantostraße, bestattet (Belegungszeit 1890 bis 1922). Im Jahr 1897 wurde der „Alte Friedhof“ noch erweitert. Dieser beherbergt neben den Ruhestätten aus dieser Zeit auch die sterblichen Überreste vom jüdischen Friedhof an der Bongardstraße. Wegen Platzmangels wurde 1922 der „Neue Israelitische Friedhof“, Ulmenstraße 236, im Herzen des Nordfriedhofs eröffnet.
Mitte des 19. Jahrhunderts waren viele jüdische Familien verbürgert, sie verdienten ihr Geld im Handel, Kleingewerbe, Handwerk oder als Angestellte. In Düsseldorf lebten 1843 insgesamt 412 Juden. Davon waren 48 Jungen und 48 Mädchen im Alter unter 14 Jahren, zwischen 15 und 60 Jahren waren 148 Männer und 133 Frauen, über 60 Jahre alt waren 22 Männer und 13 Frauen. Insgesamt gab es 36 Ehepaare.
Vier Düsseldorfer Juden betätigten sich in dieser Zeit als „Aerzte, Lehrer, Vorsteher von Bildungsanstalten“ oder „in angesehenen Kommunalaemtern“. Zwei bezogen ihr Einkommen aus eigenem Vermögen oder Renten und Pensionen, fünf aus dem Geschäft mit Geld, Wertpapieren oder Wechseln. Dazu gab es vier Großhändler „ohne offene Läden“ und 16 Kaufleute mit Ladenlokalen, vier Pfandleiher, Lieferanten oder Makler sowie zwölf Höker, Trödler oder Kramhändler. Die Kaufleute wurden unterstützt durch insgesamt elf „gewerbliche Angestellte im Handel“. Hinzu kamen 16 „umherziehende Handelsleute“, zwei Gastwirte in Wirtschaften „für die gebildeten Stände“, neun Handwerker (Juweliere, Uhrmacher, Drechsler, Optiker), ein Pferdehändler, 22 Helfer und Angestellte bei dem umherziehenden Handel sowie zwei niedrige Beamte. 45 Juden verdienten sich ihr Geld als Gesinde und durch geringere Arbeiten, drei waren Insassen in Hospitälern oder Armenhäusern.
Jüdische Bettler gab es nach dieser Liste in Düsseldorf ebenso wenig wie jüdische Landwirte, Obst- oder Gartenbauer. Der Weg zum festen Ladenlokal mit einem räumlich fixierten Geschäfts- und Kundenkreis war demnach also in Düsseldorf bereits von einem beträchtlichen Teil der dortigen Juden beschritten worden. Dieses Spektrum wurde durch Großhändler ergänzt, die Düsseldorf als Standort für ihr internationales Handelswesen zu nutzen vermochten. Eine Statistik für das Jahr 1846 nennt zudem noch Juden, die als Uhrmacher, Strumpfwirker, Tabaks-Fabrikant, Optikus, Schuhmacher, Musiklehrer, Lotterie-Einnehmer, Buchbinder, Makler, Maler, Kleidermacher, Goldarbeiter oder Buchhalter arbeiteten.
Auf der Grundlage des preußischen Emanzipationsgesetz vom 23. Juli 1847 wurde 1858 die Synagogengemeinde Düsseldorf als steuerhebende Körperschaft des öffentlichen Rechts begründet. Der Oberpräsident der Rheinprovinz genehmigte die Statuten am 7. Mai 1858.
1904 baute die Gemeinde die große neoromanische Synagoge an der Kasernenstraße nach den Plänen des Architekten Josef Kleesattel. Da der Gottesdienst hier nach liberalem Ritus abgehalten werden sollte, gab es in dieser Synagoge auch eine Orgel. Diese war Anlass genug für die orthodoxen Gemeindemitglieder, eine eigene orthodoxe Israelitische Religionsgesellschaft zu gründen, deren Gottesdienste ab 1904 erst in der Bilker Straße 37, später im Gebäude der der Poststraße 4 abgehalten wurden. Auch die ostjüdischen Zuwanderer hatten zu Beginn des Jahrhunderts in verschiedenen Düsseldorfer Stadtteilen ihre eigenen Betsäle. Daneben hatten die Landgemeinden Gerresheim und Benrath eigene Synagogen, ebenso die heute zur Düsseldorfer Gemeinde gehörigen Städte Neuss und Ratingen.
Düsseldorfer Rabbiner bzw. Rabbinatsassistenten waren vom 19. Jahrhundert bis zur Schoa:
- Jehuda Löb Scheuer (1733–1821, Amtszeit 1779–1821)
- Jacob Rosenberg (1806–1868, Amtszeit 1837–1843)
- Hermann Joël (1821–1880, Amtszeit 1850–1855)
- Wolf Feilchenfeld (1827–1913, Amtszeit 1855–1872)
- Hirsch Plato (1822–1910, Amtszeit 1872–1874)
- Abraham Wedell (1875–1891), der 1888 eine umfassende Gemeindegeschichte verfasste
- Samson Hochfeld (1903–1907)
- Leo Baeck (1907–1912)
- Max Wiener (1908–1912)
- Max Eschelbacher (1912–1939)
- Heinrich Weyl (1866–1943, Amtszeit 1920–1938)
- Siegfried Klein (1919–1941)

1919: Gründung des Düsseldorfer Reichsbunds jüdischer Frontsoldaten (RjF).
1925: Von den 5130 Juden in Düsseldorf waren etwa ein Fünftel polnische Zuwanderer.

## Nationalsozialismus und Holocaust (1933–1945)

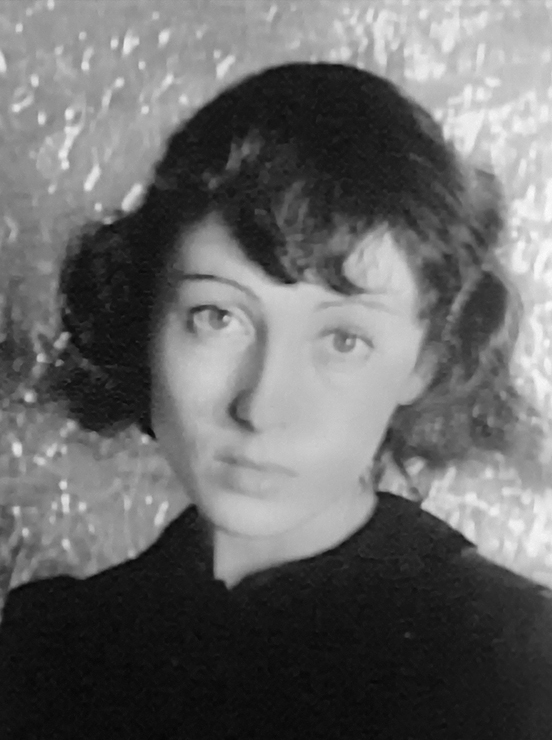
Die 1910 in Düsseldorf geborene Jüdin Luise Rainer wurde mit zwei Oscars geehrt, in den Jahren 1936 und 1937. Sie ist bis heute die einzige deutsche Schauspielerin, die diesen Preis erhielt.

1933 lebten in Düsseldorf rund 5500 Juden, von denen bis 1938 etwa die Hälfte auswanderte. Besonders in den 1930er Jahren informierten sich viele über Möglichkeiten der Auswanderung. Eine Gelegenheit bot dazu etwa der Tonfilm Das Land der Verheissung (1934), den die Zionistische Vereinigung für Deutschland im Januar 1936 im Ibach-Haus vorführen ließ.
1935 wurde die private „jüdische Volksschule“ in der Kasernenstraße im umgebauten Gemeindehaus gegründet. Am 28. April 1935 wurde die „Jüdische Privatschule Düsseldorf“ in der Großen Synagoge feierlich eröffnet. Leiter war zunächst Studienassessor Kurt Herz (geboren 1903 in Offenbach), welcher 1933 als Jude aus dem Staatsdienst entlassen worden war. In der Nacht vom 9. auf den 10. November 1938 wurde die „jüdische Volksschule“, welche sich im Nebenhaus der Synagoge befand, demoliert und der Unterricht nach kurzer Unterbrechung im Gebäude der jüdischen B’nai-B’rith-Loge in der Grafenberger Allee 78 fortgesetzt. Die Synagogengemeinde hatte 1938 ihren Sekretariatssitz in der Bilker Straße 25.
Herz wurde in Folge der Novemberpogrome in das Konzentrationslager Dachau verschleppt, nach vier Wochen wurde er wieder entlassen, woraufhin er zusammen mit seiner Frau Ellen im Februar 1939 nach England emigrierte. Sein Nachfolger wurde der Pädagoge Kurt Schnook. Im November 1941 wurde dieser von Düsseldorf in das Ghetto Minsk deportiert und dort ermordet. Der Düsseldorfer Maler Julo Levin erhielt 1933 Berufsverbot und musste Zwangsarbeiten leisten. Ab 1936 unterrichtete er als Zeichenlehrer an der jüdischen Volksschule in Düsseldorf. 1943 wurde er in Auschwitz ermordet. Die Schule hatte zunächst sechs Klassen, mit den Jahren steigend, bis in 1937 das zehnte Schuljahr eingeführt wurde. Die Schülerschaft wuchs schnell, da auch diskriminierte und ausgegrenzte Kinder aus umliegenden Städten an die Schule kamen. Später kamen die aus einer so genannten „Mischehe“ stammenden Schüler hinzu. Bei der Gründung der Schule waren es 210 Kinder und Jugendliche, 1936 384 Kinder, bei Kriegsbeginn 1939 nur noch 66 und schließlich 1941 nur noch 42 Kinder. Zahlreiche Kinder konnten zwischen November 1938 und September 1939 von ihren Eltern mit einem Kindertransport nach Großbritannien oder zu Verwandten in andere Fluchtländer geschickt werden.
In der Nacht vom 27. zum 28. Oktober 1938 wurden in Düsseldorf die aus Polen stammenden Juden verhaftet, ins Polizeigefängnis gebracht und in der „Polenaktion“ in Zügen an die polnische Grenze abgeschoben. Der Logenorden B’nai B’rith wurde verboten. 1938 entzog man der Gemeinde den Status einer Körperschaft des öffentlichen Rechts und degradierte sie zu Vereinen. Jüdische Ärzte durften nicht mehr praktizieren, die Herausgabe des Gemeindeblatts wurde untersagt. Gemeindevorsitzender war Erich Felsenthal.
Die Verordnung über den Einsatz des jüdischen Vermögens vom 3. Dezember 1938 verpflichtete jüdische Hauseigentümer ihre Immobilien zu verkaufen. Aufgrund des Gesetzes über Mietverhältnisse mit Juden machten sich Wohnungsämter, Hausbesitzer und Maklerfirmen in enger Zusammenarbeit mit regionalen Gestapo- und Parteidienststellen daran, Häuser und Wohnungen zu „entjuden“. Die zugewiesenen Ersatzwohnungen lagen in Gebäuden, die noch nicht arisiert waren. So genannte Judenhäuser waren unter anderem in der Adersstraße 8, Bilker Straße 25, Duisburger Straße 77, Grupellostraße 8, Grimmstraße 36, Jahnstraße 60, Kölner Straße 60, Konkordiastraße 66, Kreuzstraße 58, Teutonenstraße 9, Wagnerstraße 7 und Yorckstraße 42. Das der Synagogengemeinde Düsseldorf gehörende Gemeindehaus in der Grafenberger Allee 78 wurde ab 1939 als jüdisches Altersheim genutzt.
In der Nacht zum 10. November 1938 (Novemberpogrome 1938) wurden in Düsseldorf 141 Juden verhaftet. 87 von ihnen wurden in das Konzentrationslager Dachau deportiert, 80 % der jüdischen Privatwohnungen und Geschäfte zerstört und die Synagoge an der Kasernenstraße verwüstet und in Brand gesteckt. Sie musste im Dezember 1938 abgerissen werden, die jüdische Schule wurde geschlossen. Mindestens 7 Menschen starben an den Misshandlungen durch die Nationalsozialisten infolge der Pogrome, darunter der Restaurantbesitzer Paul Marcus, der in der Nacht erschossen worden war. Mindestens zehn weitere Personen starben an Suiziden oder an Verletzungen oder Nachwirkungen des Pogroms. Die Rabbiner Eschelbacher und Klein brachte man ins Düsseldorfer Polizeigefängnis. Eschelbacher, der über die Ereignisse einen umfassenden Bericht verfasste, konnte 1939 nach England emigrieren. Siegfried Klein wurde 1944 deportiert und in Auschwitz ermordet.
Ab Oktober 1941 gab es ab Düsseldorf gezielte Deportationen von mehr als 2.000 Juden aus dem Regierungsbezirk Düsseldorf in Ghettos und Sammellager in Osteuropa – nach Minsk (10. November 1941), Riga (11. Dezember 1941), Lodz/Litzmannstadt (27. Oktober 1941), Theresienstadt (21. Juli 1942, 25. Juli 1942, 25. Juni 1943), Izbica (22. April 1942, 15. Juni 1942) –, von wo aus die meisten in Vernichtungslager verschleppt wurden. Zunächst wurden die Menschen zur Sammelstelle Schlacht- und Viehhof Düsseldorf an der Rather Straße gebracht, dann über die Verladerampen am Güterbahnhof Düsseldorf-Derendorf auf den Transport geschickt. Ein letzter Deportationszug, vor allem mit Düsseldorfern, die zuvor in sogenannten „privilegierten Mischehen“ gelebt hatten, verließ Düsseldorf am 9. September 1944. Die letzte Deportation aus Düsseldorf erfolgte am 26. Januar 1945.
Moritz Sommer, der als „Halbjude“ verfolgt wurde, sich aber seit der Pogromnacht 1938 vor seinen Häschern verbergen konnte, wurde am 15. April 1945 von einer Heeresstreife aufgegriffen und am Oberbilker Markt erhängt. Bei einem Luftangriff auf Düsseldorf im Frühjahr 1943 starb der bekannte, seit Mitte der 1930er Jahre verfemte Maler Max Stern, gemeinsam mit seinem Bruder Leopold, der bis zum Verlust seiner Approbation als Arzt gewirkt hatte. Der Zugang zu Luftschutzbunkern war ihnen als Juden verboten gewesen.
Am 17. April 1945 wurde Düsseldorf von US-amerikanischen Truppenverbänden befreit. An die Zeit des Nationalsozialismus und die Verfolgung der Düsseldorfer Juden erinnert seit 1987 die Mahn- und Gedenkstätte Düsseldorf.
Die Geschichte der Judenhäuser in Düsseldorf ist bisher nur lückenhaft erforscht, die genaue Zahl ist unbekannt. Das Seminar „Spurensuche – Nachbarschaft, Vertreibung, Erinnerung“ am Fachbereich Sozial- und Kulturwissenschaften der Hochschule Düsseldorf beschäftigte sich 2018 intensiv mit der Geschichte der sogenannten „Judenhäuser“ – oder „Ghettohäuser“ im früheren Düsseldorfer Stadtgebiet. Eine Projektgruppe des Seminars „Spurensuche – Nachbarschaft, Vertreibung, Erinnerung“ gestaltete in Zusammenarbeit mit der GIS-Akademie auf der Basis der bis dahin zugänglichen Quellen eine interaktive Website. Auf einem Stadtplan sind die bis dahin bekannten „Judenhäuser“ in Düsseldorf nun sichtbar.

## Nachkriegszeit und Gegenwart

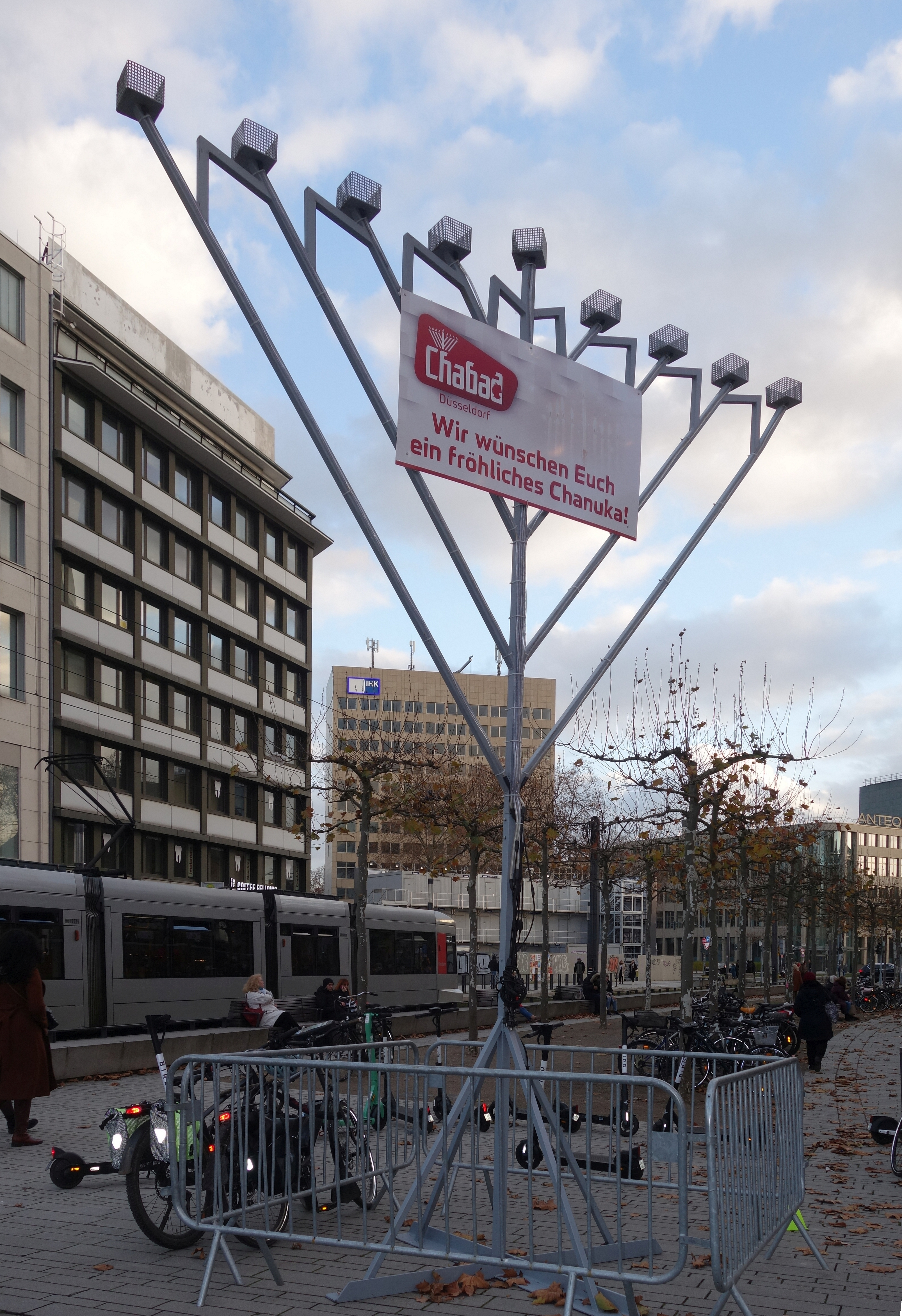
„Wir wünschen Euch ein fröhliches Chanuka!“ Chanuka-Leuchter auf der Schadowstraße (November 2021)

Nur knapp 60 jüdische Überlebende kehrten 1945 nach Düsseldorf zurück und begründeten die Gemeinde neu. So konnte bereits zu Rosch ha-Schana (Neujahrsfest) im Herbst 1945 im großen Sitzungssaal des Oberlandesgerichts wieder ein jüdischer Gottesdienst abgehalten werden; eine erst vor einigen Jahren enthüllte Gedenktafel zeugt von dieser historischen Funktion des Sitzungssaales. 1948 erhielt die Gemeinde dann ein Domizil mit Betsaal in der Arnoldstraße 6. 1946 erhielt der Journalist Karl Marx von der britischen Besatzungsmacht die Lizenz für die erste jüdische Zeitung Nachkriegsdeutschlands, sie hieß „Jüdisches Gemeindeblatt für die Nordrhein-Provinz und Westfalen“ und erschien in Düsseldorf. Seit 1948 hieß diese Zeitung „Allgemeine Wochenzeitung für Juden in Deutschland“, seit 1973 „Allgemeine Jüdische Wochenzeitung“, seit 2002 Jüdische Allgemeine. Seine Frau Lilli gründete 1949 den Düsseldorfer Jüdischen Frauenverein. 1951 nahm der Zentralrat der Juden in Deutschland seinen Sitz in Düsseldorf, wo er bis 1985 blieb.
Die Einweihung der Neuen Synagoge, die nach Plänen von Hermann Zvi Guttmann zusammen mit einem Gemeindezentrum in der Zietenstraße im Stadtteil Golzheim errichtet wurde, fand am 7. September 1958 statt. Die Zahl der Gemeindemitglieder betrug damals ca. 850; unter ihnen waren seit 1957 auch die bekannte Sopranistin Edith Boroschek und ihr Mann Paul. Der helle Rundbau hat 250 Sitzplätze für Männer und – auf der Empore – 150 Sitzplätze für Frauen. Die Synagoge steht heute bereits einige Jahre länger als die alte Synagoge in der Kasernenstraße. Zwischen 1993 und 2003 war Michael Goldberger (1961–2012) Gemeinderabbiner. Zu den engagierten und bekannten Mitgliedern der Nachkriegszeit gehörten unter anderem Paul Spiegel (1937–2006), Vorstandsmitglied und später Präsident des Zentralrats der Juden in Deutschland, Josef Neuberger, später Justizminister von Nordrhein-Westfalen, der Journalist und Publizist Karl Marx und Verwaltungsdirektor Paul Hoffmann (1921–2008).
Nach 1990 nahm die Mitgliederzahl der Jüdischen Gemeinde durch Zuzug aus den Nachfolgestaaten der Sowjetunion beträchtlich zu. Innerhalb des Jahres 1991 verfünffachte sie sich. Mit Stand 2021 ist die jüdische Gemeinde Düsseldorf mit rund 6500 Mitgliedern die drittgrößte in Deutschland. Im Vergleich mit der allgemeinen Zunahme der Bevölkerung Düsseldorfs konnte sie jedoch nicht schritthalten, seit 2010 wird sie in der Religionsgemeinschaften-Statistik der Stadt nur noch unter „Sonstige“ geführt.
Die Gemeinde als Körperschaft des öffentlichen Rechts ist gemäß ihrer Satzung eine Einheitsgemeinde. Das bedeutet, dass alle religiösen Richtungen respektiert werden. Die Gottesdienste entsprechen dem orthodoxen Ritus. Rabbiner war zwischen 2003 und Mai 2011 der aus Freiburg/Breisgau stammende Julien Chaim Soussan, sein Nachfolger wurde im Mai 2012 Aharan Vernikowsky. Die Gemeinderabbiner waren: Aharon Ran Vernikowsky (2012–2015), Jehoshua Ahrens (2015), Raphael Evers (2016–2021) und Shimon Levin (seit 2023).
Über 90 Prozent der Gemeindemitglieder stammen heute aus Osteuropa. Zur Gemeinde gehören unter anderem ein Kindergarten und eine Grundschule, die Yitzhak-Rabin-Schule. Sie ist eine staatlich anerkannte Grundschule und eine jüdische Konfessionsschule, die für die koschere Ernährung der Kinder sorgt. In einer landesweiten Vergleichsarbeit zählt die Schule zu den 25 besten Grundschulen des Landes Nordrhein-Westfalen. Als weiterführende Schule trägt die Jüdische Gemeinde seit 2016 das Albert-Einstein-Gymnasium im Stadtteil Rath. Das Gymnasium ist eine staatlich anerkannte Ersatzschule und steht allen Konfessionen offen. Die Gemeinde verfügt auch über einen Sportverein (Makkabi), ein Jugendzentrum und einen Friedhof (auf dem Nordfriedhof).
Am 27. Juli 2000 gab es den bis heute nicht aufgeklärten Sprengstoffanschlag am S-Bahnhof Düsseldorf-Wehrhahn, bei dem zehn Menschen verletzt wurden und ein Kind im Mutterleib starb. Da sechs von ihnen russisch-jüdische Emigranten waren, ist ein antisemitisches Motiv nicht auszuschließen. Am 2. Oktober 2000 verübten zwei arabischstämmige Jugendliche einen Brandanschlag auf die Düsseldorfer Synagoge. Das Feuer konnte rechtzeitig gelöscht werden, ohne größeren Schaden anzurichten.
Seit 2007 gibt es in der Golzheimer Bankstraße, in der Nähe der Synagoge, ein orthodoxes Chabad-Lubawitsch-Zentrum. Die Jüdische Gemeinde Düsseldorf zählt zum Landesverband der Jüdischen Gemeinden von Nordrhein. Sie vergibt seit 1991 alljährlich die Josef-Neuberger-Medaille für den interkulturellen oder interreligiösen Dialog an nichtjüdische Persönlichkeiten, darunter etwa Johannes Rau, Rita Süssmuth, Roman Herzog, Wolfgang Clement oder Oberbürgermeister Joachim Erwin. Am 10. Dezember 2008 wurde die Auszeichnung an Bundeskanzlerin Angela Merkel vergeben.
Die städtische Mahn- und Gedenkstätte Düsseldorf hält eine Dauerausstellung über die Juden in Düsseldorf, auch ihre Verfolgung und Vernichtung, sowie zeitweise Wechselausstellungen vor, beides auch über andere Verfolgte der Nationalsozialisten. Ein umfangreiches Literaturangebot sowie eine Bibliothek verweisen darauf, dass die Beteiligten auch wissenschaftlich-historisch über die einst große jüdische Gemeinde der Stadt arbeiten.
2018 nahm die Jüdische Gemeinde erstmals mit einem Motivwagen zu Heinrich Heine am Rosenmontagszug des Düsseldorfer Karnevals teil.

### Frühe Geschichte
- Abraham Wedell: Geschichte der jüdischen Gemeinde Düsseldorfs. In: Düsseldorfer Jahrbuch, 3 (1888) [Sonderausgabe: Geschichte der Stadt Düsseldorf in zwölf Abhandlungen. Festschrift zum 600jährigen Jubiläum, hrsg. vom Düsseldorfer Geschichtsverein], S. 149–254 (Digitalisat).
- Gotthard Deutsch, Peter Wiernik: Art. Düsseldorf. In: Isidore Singer (Hrsg.): Jewish Encyclopedia. A descriptive record of the History, Religion, Literature, and Customs of the Jewish People from the earliest times to the present day. New York / London 1902, Bd. 5, S. 19–20.
- Erich Wisplinghoff: Düsseldorf. In: Germania Judaica. Band 3: 1350–1519. Tübingen: Mohr 1987, ISBN 3-16-745107-6, S. 262.
- Leo Baeck: Die jüdische Religionsgemeinschaft. In: Joseph Hansen (Hrsg.): Die Rheinprovinz 1815–1915. Hundert Jahre preußische Herrschaft am Rhein, 2. Bd., Marcus & Weber, Bonn 1917, S. 234–247.
- Bastian Fleermann:  Marginalisierung und Emanzipation: jüdische Alltagskultur im Herzogtum Berg 1779–1847. (= Bergische Forschungen, XXX), Neustadt an der Aisch: Schmidt 2007, ISBN 978-3-87707-702-3.

### 20. Jahrhundert und Zeit des Nationalsozialismus
- Max Eschelbacher: Die Synagogengemeinde Düsseldorf 1904–1929. Festschrift zur Feier des 25-jährigen Bestehens der Synagoge, Düsseldorf 1929
  - dsb.: Der 10. November 1938. Mit einer Einleitung über Rabbiner Max Eschelbacher und den Pogrom in Düsseldorf. Hrsg. Falk Wiesemann, Klartext Verlag, Essen 2001, ISBN 3-88474-724-X
- Bastian Fleermann, Angela Genger (Hrsg.): Novemberpogrom 1938 in Düsseldorf. Hrsg. Mahn- & Gedenkstätte Düsseldorf, Klartext, Essen 2008, ISBN 3-8375-0085-3
- Angela Genger und Kerstin Griese (Hrsg.): Aspekte jüdischen Lebens in Düsseldorf und am Niederrhein. Mahn- & Gedenkstätte, Düsseldorf 1997, ISBN 3-9805963-1-1.
- Kurt Düwell, Angela Genger, Kerstin Griese, Falk Wiesemann (Hrsg.): Vertreibung jüdischer Künstler und Wissenschaftler aus Düsseldorf 1933–1945, Droste, Düsseldorf 1998, ISBN 3-7700-1097-3
- Gedenkbuch der Landeshauptstadt Düsseldorf für ihre jüdischen Opfer der nationalsozialistischen Verfolgung und Vernichtung. 1933–1945. Düsseldorf 1988 (von Düsseldorfer Schülern handgeschrieben)
- Juden in Düsseldorf. Jews in Düsseldorf. Ein fotografisches Erinnerungsbuch. A Photographic Memory Book. Hrsg. Hans Grosse-Brockhoff, Angela Genger u. a., Mahn- & Gedenkstätte 1998, ISBN 3-9805963-4-6 (zweisprachig)[20]
- Herbert Schmidt: Der Elendsweg der Düsseldorfer Juden. Chronologie des Schreckens 1933–1945. Droste, Düsseldorf 2005, ISBN 3-7700-1204-6

### Nach 1945
- Donate Strathmann: Auswandern oder Hierbleiben? Jüdisches Leben in Düsseldorf und Nordrhein 1945–1960. Essen: Klartext 2003, ISBN 3-89861-199-X.